# Arvak e Alsvid
Na mitologia nórdica, Arvak (aquele que acorda cedo) e Alsvid (o mais rápido) eram os cavalos machos que puxavam a carruagem de Sol, a deusa associada ao Sol e Máni, o deus associado à Lua.
A crina dos cavalos gerava a luz do sol, e a própria Sol gerava o calor. São os cavalos que os lobos Skoll e Hati perseguiam.